# Berberis fallax
Berberis fallax är en berberisväxtart som beskrevs av Camillo Karl Schneider. Berberis fallax ingår i släktet berberisar, och familjen berberisväxter. Inga underarter finns listade i Catalogue of Life.